# Genna Sosonko
Gennadi (Genna) Borisovitsj Sosonko (Russisch: Геннадий Борисович Сосонко) (Troitsk (Siberië), 18 mei 1943) is een Nederlands schaakgrootmeester. 

## Schaakcarrière
Reeds in Rusland was hij een sterk schaker, maar pas nadat hij in 1972 naar Nederland kwam (via Israël), is hij bij de beste 25 à 50 schakers van de wereld gaan behoren. Zijn grootste successen haalde hij in de jaren zeventig. Zo werd hij onder meer tweemaal Nederlands kampioen en won hij in 1977 en 1981 het Hoogovenstoernooi. Sosonko stond in november 2004 als nummer 25 op de ratinglijst van de KNSB met een rating van 2535; sindsdien speelde hij tot 2009 geen partijen meer die voor de KNSB-rating verwerkt zijn. Sinds eind 2009 is Sosonko weer actief in competitie voor En Passant in Bunschoten.
Anno 2003 was Sosonko captain van het Nederlands schaakteam. Op 7 augustus 2007 ontving hij uit handen van Jan Nagel de Max Euwe Ring, de onderscheiding die eens in de vijf jaar wordt uitgereikt "aan een Nederlander met grote verdiensten voor de schaaksport".

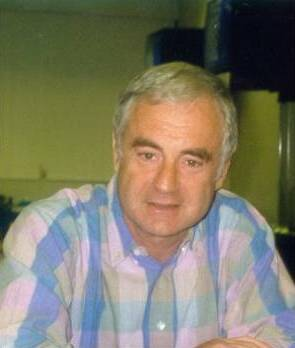
Genna Sosonko (foto: Dimitri)

## Boeken van Sosonko
- Sosonko, Genna (2001). Russian Silhouettes. New in Chess. ISBN 90-5691-078-7.
- Sosonko, Genna (2003). The Reliable Past. New in Chess. ISBN 90-5691-114-7.
- Sosonko, Genna (2006). Smart Chip from St. Petersburg: And Other Tales of a Bygone Chess Era. New in Chess. ISBN 90-5691-169-4.
- Sosonko, Genna (2013). The World Champions I Knew. New in Chess. ISBN 978-90-5691-418-9.
- Sosonko, Genna (2017). The Rise and Fall of David Bronstein. Elk and Ruby Publishing House. ISBN 978-59-5004-331-4.
- Sosonko, Genna (2018). Evil-Doer: Half a Century with Viktor Korchnoi. Elk and Ruby Publishing House. ISBN 978-59-5004-338-3.
- Sosonko, Genna (2021). Genna Remembers. Thinkers Publishing. ISBN 9789464201178.
- Sosonko, Gennadi (2023). The Essential Sosonko: Collected Portraits and Tales of a Bygone Chess Era. New In Chess. ISBN 9789083311289.